# The One Man Jury
The One Man Jury è un film del 1978 diretto da Charles Martin.

## Trama
Frustrato dalla permissività del sistema giudiziario penale, Jim Wade agente della squadra omicidi del LAPD, si mette sulle tracce di un serial killer di donne.

## Distribuzione
Il film fu distribuito nel 1978.